# Garveia roseum
Garveia roseum är en nässeldjursart som först beskrevs av Sars 1874.  Garveia roseum ingår i släktet Garveia och familjen Bougainvilliidae. Inga underarter finns listade i Catalogue of Life.